# Louis Nicolas Lemasle

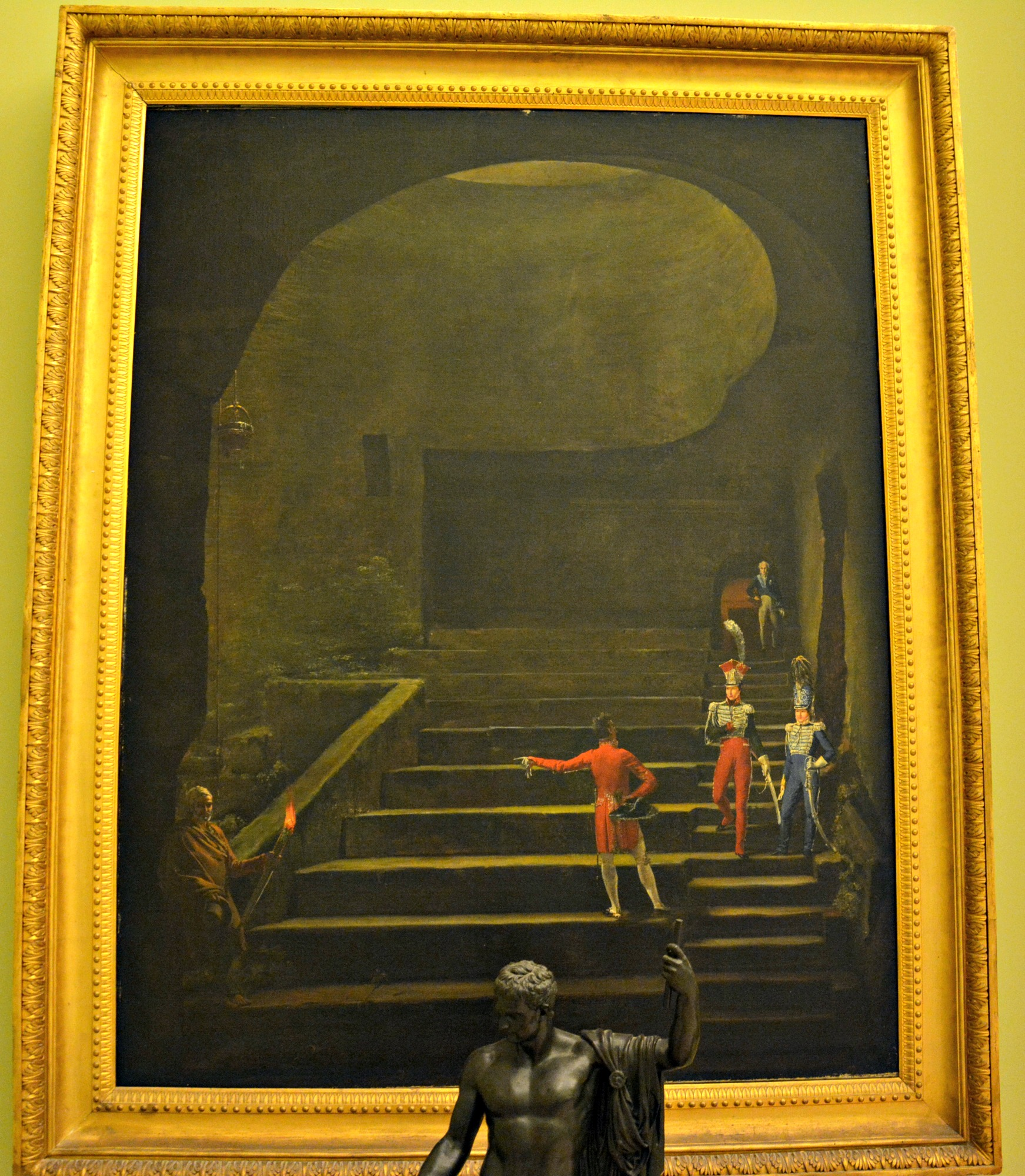
I figli di Murat visitano gli scavi di Ercolano

Louis Nicolas Lemasle (Parigi, 3 dicembre 1788 – Barisis-aux-Bois, 14 ottobre 1876) è stato un pittore francese.

## Biografia
Allievo di Jacques-Louis David e noto per l'intensità espressiva e cromatica dei suoi ritratti e per le vaste e scenografiche ricostruzioni storiche, è stato attivo per alcuni anni a Napoli, dove la sua arte fu apprezzata da Gioacchino Murat e poi dai Borboni, in particolare dal Principe di Salerno Leopoldo di Borbone-Due Sicilie.
Era figlio di Pierre François Lemasle e di Louise Cécile. Durante il soggiorno a Napoli gli nacque il figlio Pierre Louis Casimir. Sposò nel 1827, a Parigi, Marguerite Bénard, morta nel 1834 e da cui ebbe la figlia Léopoldine Marguerite Cécile, nata nel 1827.
Si trasferì da Parigi a Napoli. dove restò dal 1811 al 1824 e negli ultimi quattro anni lavorò per il Principe di Salerno. Dal 1830 al 1862 ottenne l'incarico di direttore della Scuola reale gratuita di disegno di San Quintino, fondata nel 1782 da Maurice Quentin de La Tour. Fu amico di Vincenzo Abbati, di Ulysse Butin, di Félix François Barthélémy Genaille e di Désiré François Laugée.

## Opere

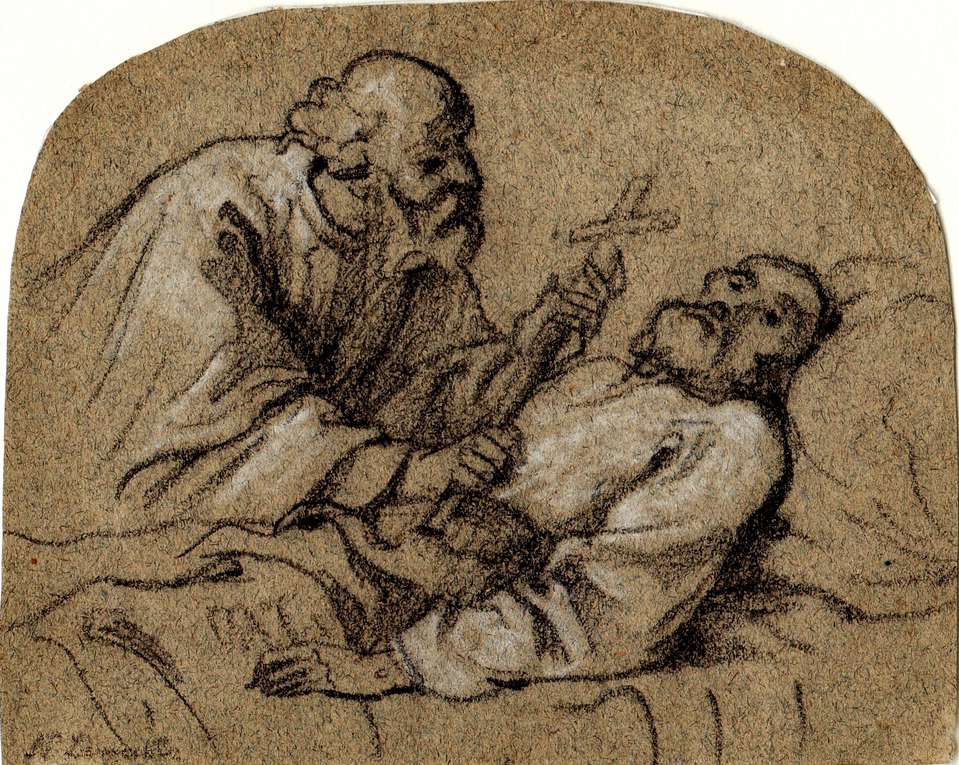
Morte di San Francesco Saverio, disegno, 14,5x11,3 cm

### Opere esposte in vita
Al Salon de Paris Louis Nicolas Lemasle fu spesso presente con le sue tele.
- Nel 1817 Un interno;
- nel 1822 Enrico IV al tempo della notte di San Bartolomeo è condotto davanti a Carlo IX, Éléonore de Rosalba e Interno della cappella Minuto a Napoli;
- nel 1824, Pittore al cabaret, Giovane paladina ferita, Matrimonio per procura di S. A. R. Madame la duchessa di Berry, Nascita di Enrico IV di Francia;
- nel 1827, Maometto chiude gli occhi;
- nel 1835, Lezione dagli antiquari, Giovane vignaiola appoggiata ad un cesto di uva, Interno, souvenir di Napoli;
- nel 1837, Raffaello Sanzio mostra a papa Giulio II la statua dell'Apollo, appena scoperta, Nantes, Musée des Beaux-Arts;
- nel 1841, Gli scapolari;
- nel 1845, Il cardinale Ruffo-Bagnara, arcivescovo di Napoli, prigioniero in Francia durante il pontificato di Pio VII, benedice una processione della Vergine;
- nel 1849, Scena della Rivoluzione di febbraio.

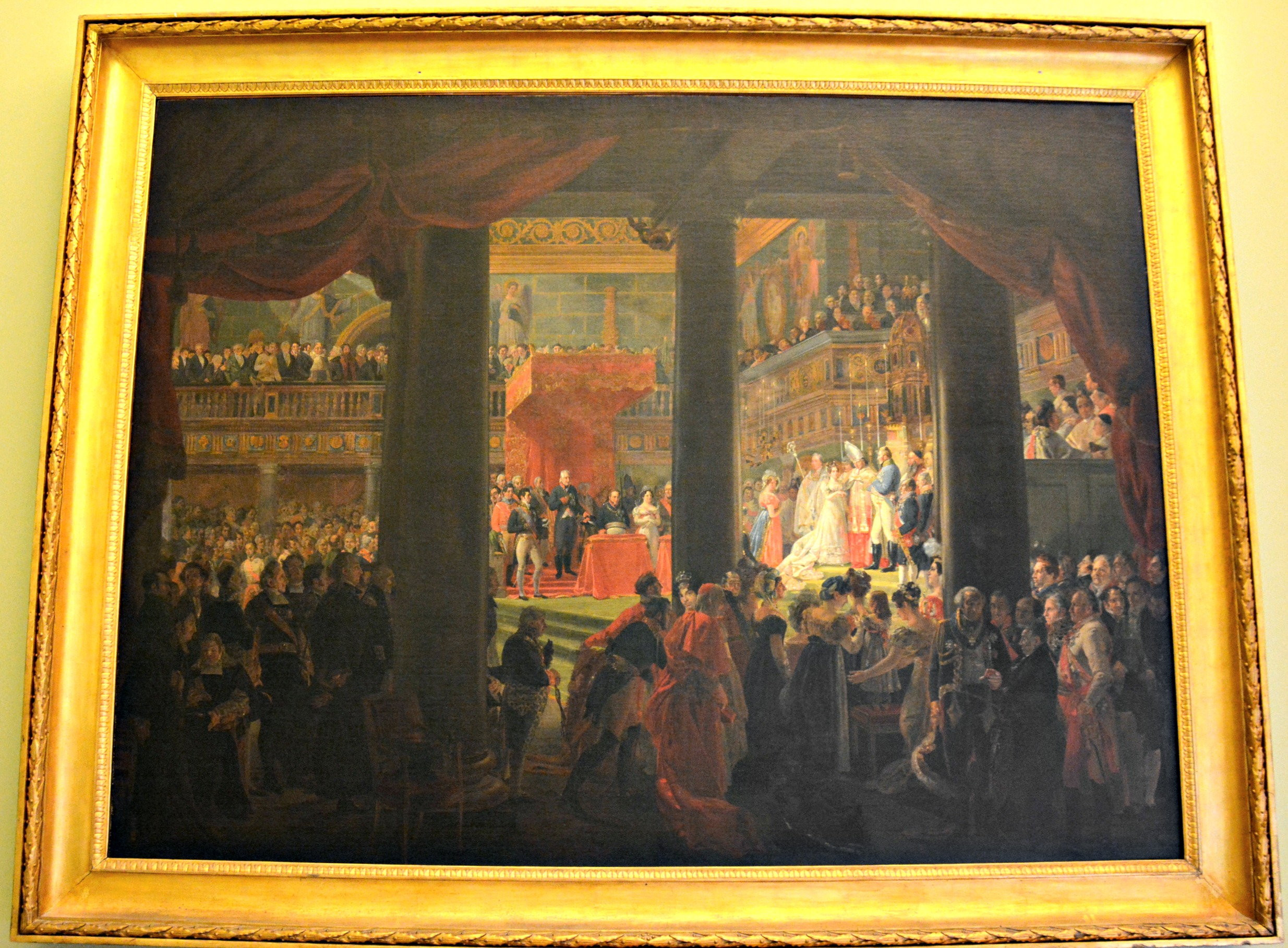
Matrimonio della principessa Maria Carolina di Borbone col duca di Berry

### Altre sue opere, in musei
- Chantilly, Musée Condé, Interno di chiesa tomba di Sannazaro
- Chantilly, Musée Condé, Ritratto del marchese di Saint-Clair
- Compiègne, Museo nazionale, Carlo X di Francia visita i pittori di Gros al Panthéon di Parigi, a novembre 1824
- Rueil-Malmaison, Malmaison, Ritratto di Auguste Pierron e Ritratto di Jean-Baptiste Alexandre Pierron
- Saint-Quentin, Museo Antoine Lécuyer, Messa di purificazione dopo il parto della duchessa di Berry, 1828
- Vervins, Palazzo di giustizia, La Giustizia civile e la Giustizia commerciale illuminate dalla Giustizia celeste[2]
- Napoli, Museo di Capodimonte, I figli di Murat visitano gli scavi di Ercolano[3]
- Napoli, Reggia di Capodimonte - Sale francesi, Matrimonio della principessa Maria Carolina di Borbone col duca di Berry